# Никобариодендрон
Никобариодендрон (лат. Nicobariodendron) — монотипный род деревьев семейства Бересклетовые (Celastraceae), встречающихся на некоторых островах Индийского океана. Единственный вид — Nicobariodendron sleumeri.

## Название
Научное название рода образовано от названия Никобарских островов и др.-греч. δένδρον — «дерево».

## Распространение
Никобариодендрон — эндемик Андаманских и Никобарских островов (в административном плане эти острова объединены в союзную территорию в составе Индии — Андаманские и Никобарские острова).

## Биологическое описание
Деревья высотой до 35 метров.
Листья простые, супротивные.
Двудомное растение. Цветки собраны в кисти. Мужские цветки — с двумя тычинками, пыльники вскрываются продольной щелью. Строение женских цветков не изучено.
Плоды продолговатые, эллиптической или яйцевидной формы, содержат единственное семя. Растения цветут в октябре, плодоносят в декабре.

## Классификация
Род относится к двудольным растениям, но более точных данных, которые можно было бы считать достоверными, нет. Два образца никобариодендрона были описаны индийскими учёными в 1985 году, но с тем пор никаких дополнительных данных опубликовано не было.
В Системе классификации APG III (2009) род входит в дополнительный список таксонов, не имеющих определённого положения. В некоторых базах данных род включён в семейство Бересклетовые (Celastraceae) порядка Бересклетоцветные (Celastrales).
В Системе классификации APG IV (2016) род включён в семейство Бересклетовые (Celastraceae).